# Bejsužjok Levý
Bejsužjok Levý nebo také Bejsužjok Jižní (rusky Бейсужёк Левый, Бейсужёк Южный) je řeka v Krasnodarském kraji v Rusku. Je dlouhá 161 km. Povodí řeky je 1890 km².

## Průběh toku
Protéká rovinatou krajinou. Ústí zleva do Bejsugu (úmoří Azovského moře).

## Vodní režim
Nejvodnější je od února do dubna. Zamrzá na konci prosince a rozmrzá v polovině března.

## Využití
Na řece leží město Korenovsk.